# John D. McKean (bateau-pompe)
Pour les articles homonymes, voir McKean.
Le John D. McKean est un bateau-pompe du service d'incendie de la ville de New York (FDNY)  en tant que Marine Company 1. Il porte le nom de John D. Mckean, décédé dans une explosion de vapeur en 1953 alors qu'il tentait de sauver le bateau-pompe précédent, le George B. McClellan.

## Historique
John D. McKean a coûté 1,4 million de dollars. Il a combattu un incendie notable au Staten Island Ferry Whitehall Terminal, en 1991. C'était l'un des bateaux de pompiers, avec le Fire Fighter, classé monument historique, et le retraité John J. Harvey, qui a répondu à Manhattan lors des attentats du 11 septembre 2001 pour fournir de l'eau aux pompiers après la rupture des conduites d'eau à la suite des effondrements. Le bateau a participé au secours des passagers du Vol US Airways 1549, lorsque ce dernier a effectué un atterrissage d'urgence sur la rivière Hudson en 2009.

## Préservation
En 2010, John D. McKean a été mis à la retraite et mis en réserve, après avoir été remplacé par un nouveau navire, le Three Forty Three, du nom des membres du FDNY qui ont perdu la vie dans l'exercice de leurs fonctions le 11 septembre 2001.
Le 2 mars 2016, le FDNY a vendu le John D. McKean aux enchères pour 57.400 $. Le navire a été acheté par Edward Taylor et Michael Kaphan, partenaires de plusieurs restaurants. Le bateau-pompe a été remis au Fireboat Preservation Project pour sa transformation en navire musée flottant.

## Galerie

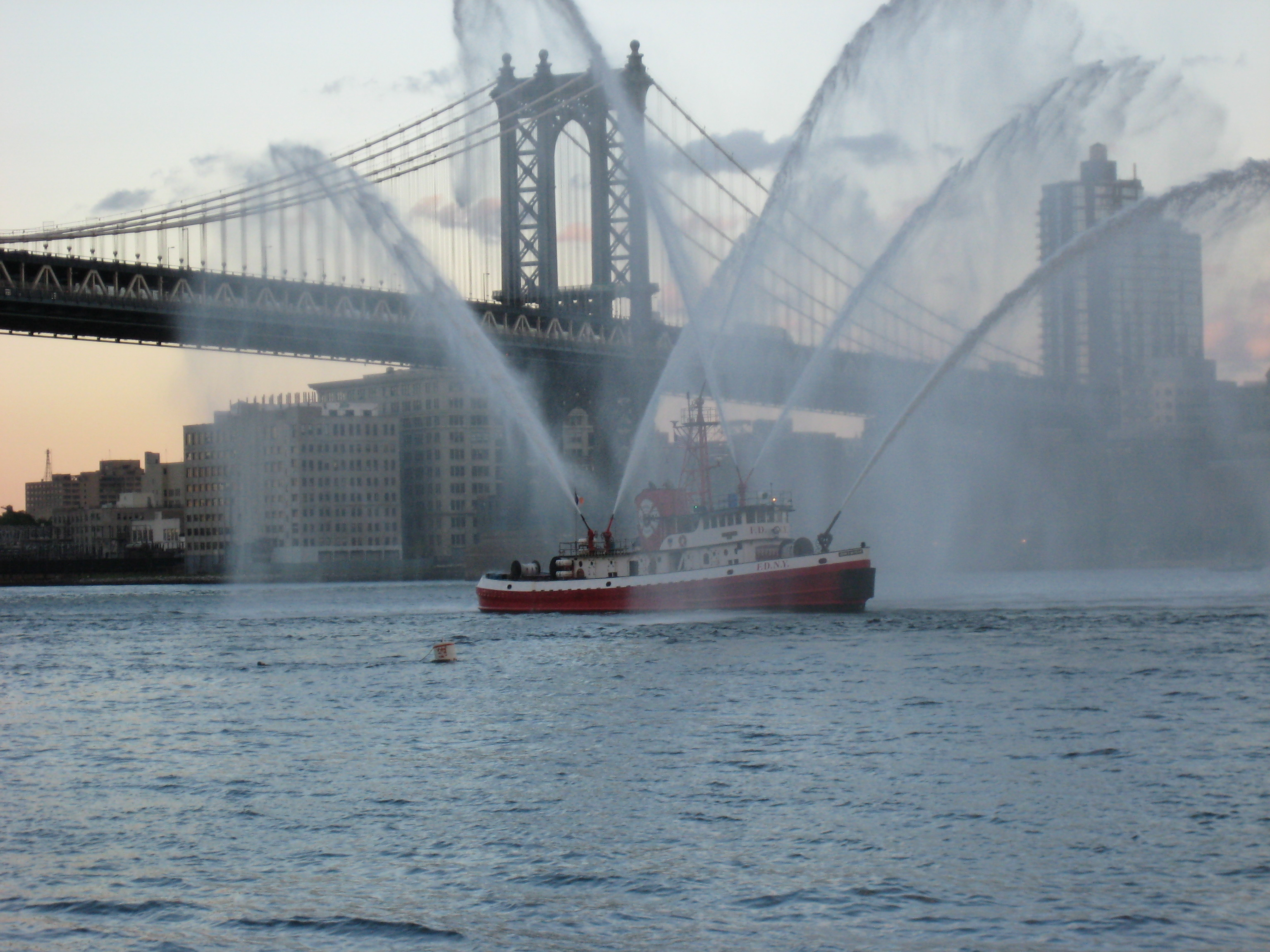
Au Pont de Brooklyn
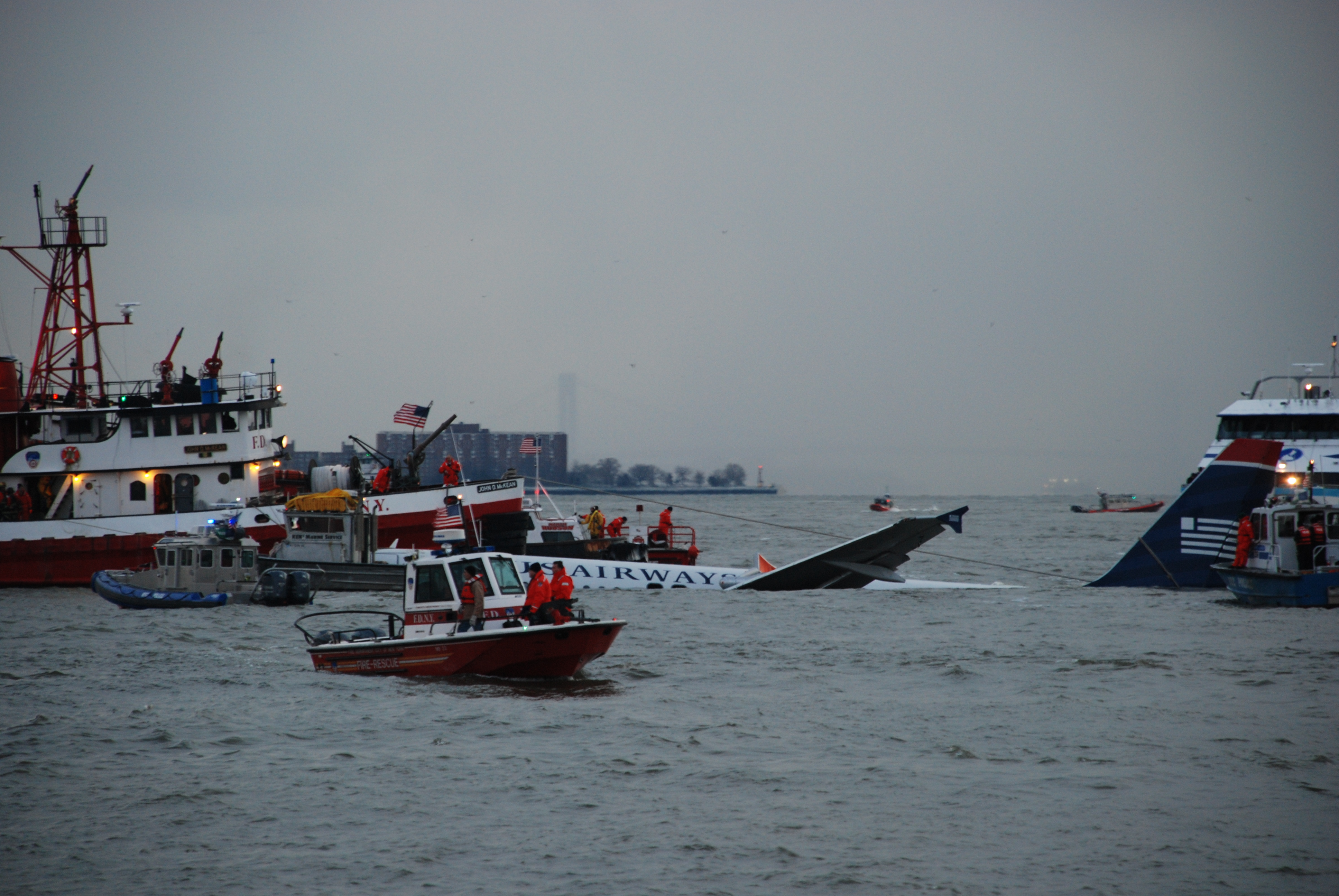
Sauvetage de l'US Air Flight 1549